# Kishinouyea corbini
Kishinouyea corbini é uma espécie críptica de água-viva do gênero Kishinouyea que ocorre em águas tropicais do Atlântico Ocidental, camuflada entre espécies de Sargassum. Foi nomeada em homenagem a Peter Corbin, um biólogo marinho conhecido por seu extenso trabalho sobre as Stauromedusae do Atlântico.
A espécie provavelmente foi gravemente afetada pelo Rompimento de barragem em Mariana, por ser extremamente rara, insuficientemente estudada e sua distribuição conhecida para a costa brasileira se sobrepõe à  área ameaçada pelo desastre. A única população estabelecida da espécie na costa brasileira ocorria na Praia dos Padres, no município de Aracruz, que foi impactada pela pluma de lama oriunda da Samarco.